# Unsichtbarer Angreifer
Unsichtbarer Angreifer ist ein deutsches Fernsehfilmdrama aus dem Jahr 2023 von Martina Plura. Der Film erfuhr seine deutsche Erstausstrahlung am 13. Mai 2024 im ZDF.

## Handlung
Emma Turgut arbeitet als niedergelassene Verhaltenstherapeutin in Berlin. Seitdem sie auf die Hilferufe ihrer Patientin Larissa Sobolew zu spät reagierte und diese mit aufgeschnittenen Pulsadern tot in der Badewanne auffand, leidet sie an Schuldgefühlen und flash-backs. Eine ihrer Bewältigungsstrategien ist die Entwicklung einer Therapie-App, mit der sie eine Vielzahl von Patienten gleichzeitig behandeln zu können hofft. Die Programmierung der App wird von der KI-Firma Samira Lab übernommen, wo Emmas Ehemann Amir als Marketingstratege arbeitet. Die Firma gehört Georg, Amirs bestem Freund. Das Paar wohnt in einem opulent mit smarter Technologie von Samira Lab ausgestatteten Haus im Grüngürtel von Berlin.
Eines Tages drängt sich Emma eine neue potentielle Patientin auf, Amanda Lund, die ihre Wohnung, von Ängsten geplagt, kaum noch verlassen kann. Amanda hat sich aber über Emma kundig gemacht und weiß auch, dass diese eine therapeutische App entwickelt, auf die sie Hoffnungen setzt. Weil Amanda in vielerlei Hinsicht an Larissa erinnert, macht Emma ihr eine zukünftige Behandlungszusage, obwohl sie völlig überlastet ist. Doch die App ist schneller einsatzbereit als erwartet, und so beginnt Amandas (Fern-)Behandlung sofort.
Zuerst scheint mit der App alles gut zu laufen; Emma macht ihre Patientinnen mit den Funktionen der App bekannt, unter anderem Entspannungstrainings und Hausaufgaben sowie einer Chat-Funktion. Dafür haben die Patienten jetzt nur noch alle drei Wochen einen Präsenztermin. Doch geschehen zunehmend seltsame Dinge mit der Elektronik, zum Beispiel filmt der Hausroboter Emma heimlich unter der Dusche und stürzt die Treppen hinunter, weil er ohne Zutun der Hausbewohner auf manuelle statt automatische Steuerung eingestellt wurde. Die smarte Kaffeemaschine bestellt zwar, wie geplant, Kaffee nach, aber in ungeplanter Menge, nämlich 30 kg. Eines nachts, als Emma nach Alpträumen von Larissa nicht mehr schlafen kann, versucht sie in der Sauna zu entspannen, doch regelt sich deren Temperatur „selbsttätig“ von 40 °C auf 95 °C hoch und sie erleidet einen Kreislaufzusammenbruch.
Emmas Sohn Malik freundet sich mit Challuke (= Challenge Lukas) an, einem Influencer, der sich für Klicks und Bewunderung seiner Community in die halsbrecherischsten Herausforderungen stürzt und diese live streamt. Challuke hilft Malik beim Aufbau seines eigenen Social-Media-Kanals und ist darum plötzlich ständiger Gast im Haus. Emma ist dieser junge Mann sehr unheimlich und sie verdächtigt ihn, hinter den Fehlfunktionen der elektronischen Helfer zu stecken.
Getrieben von der Obsession, alle ihre Patienten und insbesondere die ich-schwache Amanda Lund zu retten, um ihren früheren Fehler magisch wiedergutzumachen, wird Emma reizbar und introvertiert und verliert ihre Familie aus den Augen. Amir ist mit der Beziehung wie mit dem Beruf unzufrieden und versucht mehrfach, mit Emma darüber zu sprechen, die nicht zuhört oder von Patientenanrufen über die App abgelenkt wird. Schließlich nimmt Amir ein Sabbatical, was Emma über soziale Medien erfährt. Sie ist sauer, weil sie sich von Amir hintergangen fühlt, und nach einem Streit zieht Amir vorübergehend ins Hotel. Kurz danach zieht auch Malik aus, weil Emma ihm den Umgang mit Challuke verbietet.
Am nächsten Tag verlegt die App einen Videotermin für Amanda automatisch auf einen freigewordenen Termin vor, ohne eine Bestätigung von Emma anzufordern. Diese lässt sich dennoch etwas unvorbereitet auf die Sitzung ein, bei der Amanda ihr ein großes Geheimnis anvertrauen will. Doch wird das Gespräch massiv von Anfragen einer App des Plura-Paketdienstes gestört, der Emma vorschlägt, ihm via App die Haustür zu öffnen, damit er ein Paket im Haus deponieren kann, anstatt es bei Nachbarn abzugeben. Die Funktion dieser App scheint jedoch gestört, sie startet mehrfach neu, und was Amanda sagt, ist nicht mehr zu verstehen. Stattdessen beobachtet Emma über die Hauskamera, dass anstelle des Paketboten ein fremder Mensch ins Haus stürmt. Panisch vertröstet sie die verwirrte Amanda, die glaubt, die Therapeutin halte ihr Geständnis nicht aus, und fährt nach Hause, um den Eindringling zu suchen. Sie findet jedoch niemanden, und die herbeigerufenen Polizisten können ihr nur den lakonischen Ratschlag geben, künftig keine Türen mehr zu öffnen, wenn sie nicht im Hause ist.
Am gleichen Abend wird ein Alarm ausgelöst; alle Lichter verlöschen, überall blinken rote Warnlampen. Emma kann das Licht nicht wieder einschalten, weil das Smarthome-System behauptet, sie habe keinen Zugriff. Mit Taschenlampe und Küchenmesser bewaffnet durchsucht Emma das Haus, kann aber nichts finden. Das System erlaubt ihr plötzlich wieder den Zugriff, der Spuk scheint vorbei – nur der Hausroboter zeigt Fehlfunktionen. Emma scrollt zur Ablenkung durch verschiedene Social-Media-Angebote, um beim Kanal von Challuke festzustellen, dass dieser offenbar gerade ihr Haus filmt – und zwar von innen! Sie kann Challuke aus einem Versteck heraus überwältigen und sperrt ihn in der Sauna ein, damit er ihr sagt, was er von ihr will und warum er sich in ihr Smarthome-System gehackt habe. Challuke schwört jedoch, dass er sich nirgends eingehackt habe, bringt Emma aber auf die Idee, dass sie sich mit einem Download oder einem Update Malware eingefangen haben könnte.
Emma sucht Georg auf, um seine Meinung als IT-Fachmann dazu einzuholen; zudem ist er der einzige noch ihr zugewandte Gesprächspartner. Georg rät, das Drahtlosnetz des Hauses über Nacht abzuschalten, bis er am nächsten Tag auf Fehlersuche gehen kann, und beginnt Emma zu küssen. Emma erscheint im ersten Moment positiv überrascht, beendet die Szene aber schnell mit dem Hinweis, dass sie immer noch mit Georgs bestem Freund verheiratet sei, und fährt nach Hause. Dort wartet bereits Amir auf sie, denn nach einem aktuellen Post von Georg geht er davon aus, dass Emma eine Affäre mit Georg haben muss. Statt eine Klärung zu erreichen, verstricken sich die beiden in gegenseitige Vorwürfe, Amir verlässt das Haus enttäuscht.
Am nächsten Morgen berichtet Georg, dass eine Mitarbeiterin namens Celine einen Virus auf ihrem Rechner eingefangen habe; das müsse die Ursache für die Probleme sein. Er habe Celine daraufhin entlassen. Emma schaltet ihr Handy wieder ein und erhält Nachrichten über zahllose Anrufversuche ihrer Patienten – allen wurde vorgeschlagen, sich eine andere Therapeutin zu suchen. Im Versuch der Schadensbegrenzung ruft Emma Amanda an, die völlig verzweifelt über diesen Vorschlag ist. Da Amanda wegen ihrer Agoraphobie nicht in die Praxis kommen kann, will sie zu Emmas Haus gehen, weil sie in der Nachbarschaft wohnt, und dort auf Emma warten. Emma fährt in die Firma Samira Lab und trifft dort zufällig auf Celine, von der sie erfährt, dass diese nie einen Virus auf ihrem Rechner hatte. Stattdessen habe sie entdeckt, dass Georg eine Backdoor in Emmas App eingebaut habe, über die er die Kontrolle über die Hauselektronik übernehmen konnte. Damit konfrontiert, räumt Georg ein, dass er Emma schon lange liebe und mit ihr zusammen sein wolle; die technischen Probleme, die er verursacht habe, sollten Emma immer wieder zu ihm als ihrem Berater bringen.
Plötzlich meldet sich Amanda wieder, die nun vor Emmas Haus steht und sagt, sie könne nicht alleine bleiben. Emma lässt sie ins Haus und verspricht, so schnell wie möglich zu ihr zu kommen und über die Chat-Funktion der App mit ihr in Kontakt zu bleiben, doch in einem längeren Straßentunnel reißt die Verbindung ab. Emma steigert sich in die Phantasie, die verzweifelte Amanda zuhause wie einst Larissa mit aufgeschnittenen Pulsadern in der Badewanne zu finden, aber das Haus ist leer. Amir kommt vorbei und versucht die schluchzende Emma zu trösten. Sie entdecken, dass die künstliche Intelligenz der App die Patientinnen vor Emma gewarnt hat, weil deren Herzfrequenz- und Blutdruckwerte in letzter Zeit stressbedingt oft zu hoch waren – aus dem gleichen Grund hatte ihr die Krankenkasse auch schon Strafpunkte zugemessen. Dabei fällt Emma ein, dass Amanda sich seit Kindertagen in (damals selbstgebauten) Höhlen am wohlsten fühlte, und vermutet sie aus diesem Grund in der Sauna – wo sie auch tatsächlich ist. Emma schließt Amanda erleichtert in die Arme; mit dieser – wenngleich nur vorläufigen – Rettung der Patientin endet der Film.

## Trivia
Der Song, den Amanda als positive Ressource benennt, ist „Big Jet Plane“ von Pomme. Die Originalversion des gecoverten Songs stammt von Angus & Julia Stone.